# Oskar Haempel
Oskar Haempel (* 12. Mai 1882 in Malec, Galizien; † 2. Jänner 1953 in Wien) war ein österreichischer Hydrobiologe.
Haempel wirkte seit 1908 an der Landwirtschaftlich-chemischen Versuchsanstalt Wien als Fischereibiologe. Ab 1910 war er Dozent für Landwirtschaft an der Wiener Hochschule für Bodenkultur und leitete ab 1920 die neu eingerichtete Lehrkanzel für Hydrobiologie und Fischereiwirtschaftslehre. 1928 wurde Haempel zum Leiter der Fischereibiologischen Bundesanstalt in Weißenbach am Attersee berufen. 1934 wurde er seiner Lehrtätigkeit in Wien enthoben.
Neben umfangreichen Forschungen zur Biologie der Alpenseen wurde Haempel vor allem durch den 1941 gemeinsam mit dem Biochemiker Erhard Glaser entwickelten Schwangerschaftstest „Glaser-Haempelscher Fischtest“.
Zu Haempels Schülern gehörte u. a. der Biologe Kurt Friedrich Reinsch, der ihm bei der Untersuchung der Alpenseen assistierte.

## Publikationen (Auswahl)
- Leitfaden der Biologie der Fische, 1912
- Das Tier- und Pflanzenleben unserer Alpenseen, 1915
- Haempel/Doljan: Handbuch der modernen Fischereiwirtschaftslehre, 1921
- Fischereibiologie der Alpenseen, 1930
- Glaser/Haempel: Die brunsterregende Wirkung des Corynanthins am Fischtest gemessen, 1937
- Glaser/Haempel: Über Hormonbefunde bei einer virilisierenden Ovarialgeschwulst, 1937
- Glaser/Haempel: Die Voraussage des Geschlechtes beim werdenden Menschenkind im Mutterleib, Archiv für Entwicklungsmechanik der Organismen, Berlin, 1942